# Valparaíso (region)
Región de Valparaíso, formellt Quinta Región de Valparaíso (Femte regionen Valparaíso), är en chilensk region med Valparaíso som huvudstad.

## Största städer

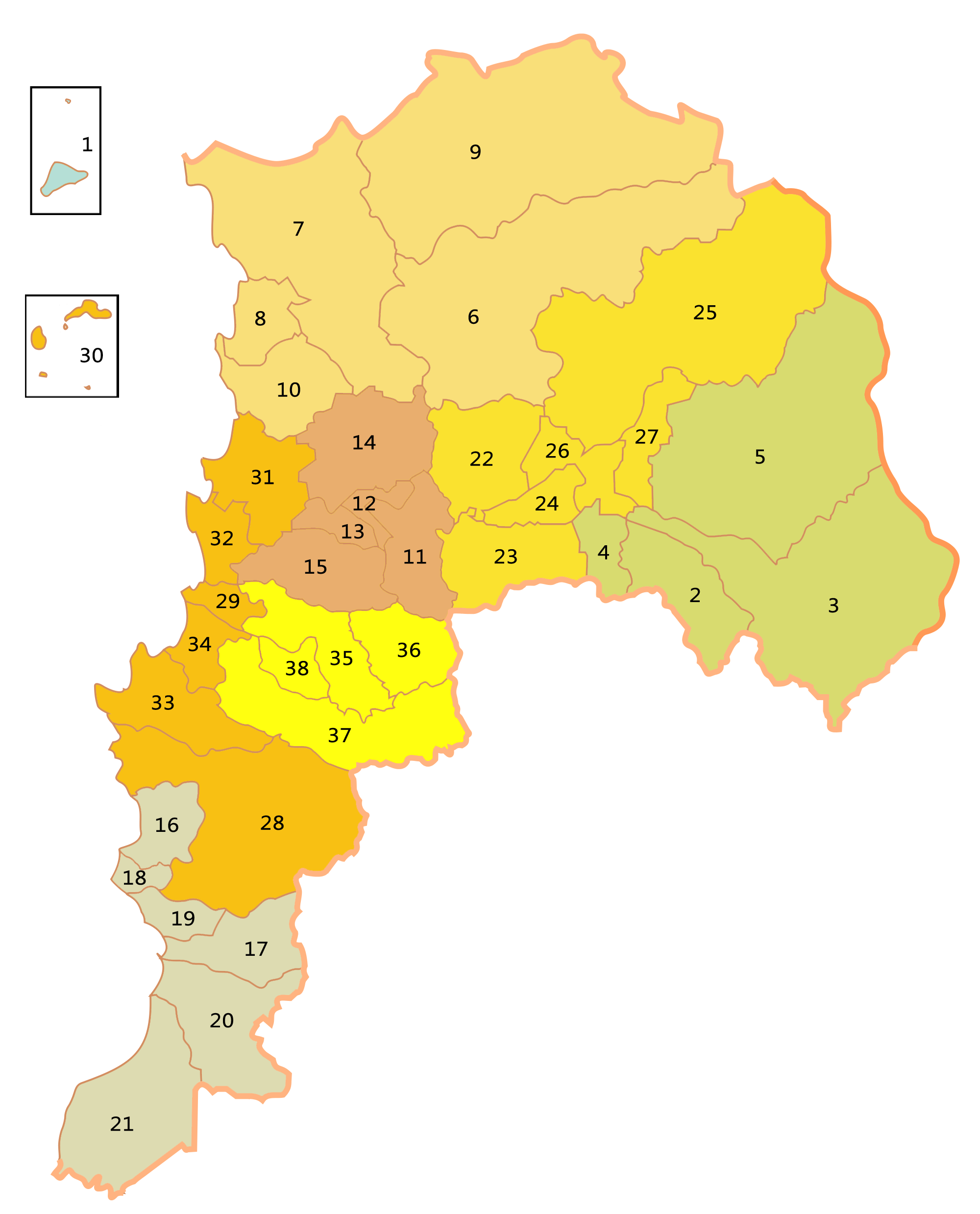
Administrativ indelning

- Valparaíso
- Viña del Mar
- Quillota
- San Antonio
- Villa Alemana
- Påskön

| Provinser               | Huvudstad   | Kommun            |
| ----------------------- | ----------- | ----------------- |
| Isla de Pascua          | Hanga Roa   | 1 Isla de Pascua  |
| Los Andes               | Los Andes   | 2 Calle Larga     |
| Los Andes               | Los Andes   | 3 Los Andes       |
| Los Andes               | Los Andes   | 4 Rinconada       |
| Los Andes               | Los Andes   | 5 San Esteban     |
| Petorca                 | La Ligua    | 6 Cabildo         |
| Petorca                 | La Ligua    | 7 La Ligua        |
| Petorca                 | La Ligua    | 8 Papudo          |
| Petorca                 | La Ligua    | 9 Petorca         |
| Petorca                 | La Ligua    | 10 Zapallar       |
| Quillota                | Quillota    | 11 Hijuelas       |
| Quillota                | Quillota    | 12 Calera         |
| Quillota                | Quillota    | 13 La Cruz        |
| Quillota                | Quillota    | 14 Nogales        |
| Quillota                | Quillota    | 15 Quillota       |
| San Antonio             | San Antonio | 16 Algarrobo      |
| San Antonio             | San Antonio | 17 Cartagena      |
| San Antonio             | San Antonio | 18 El Quisco      |
| San Antonio             | San Antonio | 19 El Tabo        |
| San Antonio             | San Antonio | 20 San Antonio    |
| San Antonio             | San Antonio | 21 Santo Domingo  |
| San Felipe de Aconcagua | San Felipe  | 22 Catemu         |
| San Felipe de Aconcagua | San Felipe  | 23 Llaillay       |
| San Felipe de Aconcagua | San Felipe  | 24 Panquehue      |
| San Felipe de Aconcagua | San Felipe  | 25 Putaendo       |
| San Felipe de Aconcagua | San Felipe  | 26 San Felipe     |
| San Felipe de Aconcagua | San Felipe  | 27 Santa María    |
| Valparaíso              | Valparaíso  | 28 Casablanca     |
| Valparaíso              | Valparaíso  | 29 Concón         |
| Valparaíso              | Valparaíso  | 30 Juan Fernández |
| Valparaíso              | Valparaíso  | 31 Puchuncavi     |
| Valparaíso              | Valparaíso  | 32 Quintero       |
| Valparaíso              | Valparaíso  | 33 Valparaíso     |
| Valparaíso              | Valparaíso  | 34 Viña del Mar   |
| Marga Marga             | Quilpué     | 35 Limache        |
| Marga Marga             | Quilpué     | 36 Olmue          |
| Marga Marga             | Quilpué     | 37 Quilpué        |
| Marga Marga             | Quilpué     | 38 Villa Alemana  |